# Andrea Bari
Andrea Bari (Senigallia, Italia; 5 de marzo de 1980) es voleibolista italiano que juega en la posición de líbero. Ha sido internacional por Italia con la cual se ha llevado el bronce olímpico en los Juegos de Londres 2012. Actualmente juega en el Sir Safety Perugia.

## Trayectoria
Comienza a jugar en l’equipo juvenil del Pallavolo Falcronara logrando debutar con el primer equipo en la Segunda División en la temporada 1996/1997. En los dos años siguientes gana en la Copa de Italia de A2 y debuta en la Primera División.
Tras unas temporadas en equipos menores en 2005/2006 ficha por el Trentino Volley, llegando hasta la semifinal de los playoff. Solamente es el principio de una carrera exitosa en las filas del equipo trentino, donde gana tres Campeonatos italiano, tres Champions League,  cuatro Mundiales por club y otros trofeos más.
El 1 de marzo de 2009 se convirtió partidos en el jugador con más encuentros oficiales con el Trentino Volley, ampliando el récord en los años siguientes y resistiendo hasta el 1 de mayo de 2015 cuando es superado por Emanuele Birarelli al disputar su partido 340.
En verano 2013 después de 8 años, 339 partidos y 14 trofeos se marcha al equipo PRC Ravenna. En la temporada 2016-17 ficha por el Sir Safety Perugia donde se reencuentra con su viejo compañero Birarelli.
Internacional por Italia gana la medalla de plata en el Campeonato Europeo 2011 y la de bronce en los Juegos Olímpicos de Londres 2012.

## Palmarés

### Clubes
- Copa Italia de A2 (1): 1997/1998
- Campeonato de Italia (3): 2007/2008, 2010/2011, 2012/2013
- Copa de Italia (3): 2009/2010, 2011/2012, 2012/2013
- Supercopa de Italia (1): 2011
- Champions Legue (3): 2008/2009, 2009/2010, 2010/2011
- Campeonato Mundial de Clubes (4): 2009, 2010, 2011, 2012

### Selección
- Campeonato Europeo 2011
- Juegos Olímpicos de Londres 2012